# Long Cold Winter
Albums de Cinderella
Night Songs
(1986) Heartbreak Station
(1990)
Singles
1. Gypsy Road
Sortie : juin 1988
2. Don't Know What You Got (Till It's Gone)
Sortie : août 1988
3. Coming Home
Sortie : janvier 1989
4. The Last Mile
Sortie : mars 1989

Long Cold Winter est le deuxième album du groupe de hard rock américain, Cinderella. Il est sorti le 21 mai 1988 sur le label Mercury Records et a été produit par Andy Johns, Tom Keifer & Eric Brittingham.

## Historique
Plutôt que de puiser dans un grand vivier de chansons laissées de côté pour le premier album, Tom Keifer a composé de nouveaux titres. Aucune ancienne idée n'a été enregistrée pour l'album, ce qui est immédiatement identifiable car une touche blues fait son apparition.
L'album a été enregistré et mixé à Bearsville dans l'État de New York et quelques overdubs ont été enregistrés en Pennsylvanie dans les Kajem studios de Gladwyne.
Le batteur Fred Coury ne joue pas sur tous les titres de l'album, il sera remplacé sur certains titres par Cozy Powell et Denny Carmassi.
Il se classa à la 10e place des charts américain du Billboard 200 et sera certifié triple disque de platine pour trois millions d'exemplaires vendus aux USA. En Europe, il entra dans le top 10 des charts suisses (7e place) et se classa à la 30e place des charts britanniques.

## Liste des titres
- Toutes les chansons sont signées Tom Keifer sauf indication.

1. Bad Seamstrees Blues / Fallin' Apart At The Seems - 5:23
2. Gypsy Road - 4:05
3. Don't Know What You Got (Till It's Gone) - 5:56
4. The Last Mile - 3:49
5. Second Wind - 3:57
6. Long Cold Winter - 5:22
7. If You Don't Like It (Keifer / Eric Brittingham) - 4:13
8. Coming Home - 4:35
9. Fire And Ice - 3:19
10. Take Me Back - 3:16

## Musiciens
Cinderella
- Tom Keifer : chant, guitare électrique et acoustique, National Steel guitar, harmonica
- Eric Brittingham : basse, basse 12 cordes, chœurs
- Jeff LaBar : guitare
- Fred Coury : batterie

Musiciens additionnels
- Rick Criniti: claviers, chœurs
- Cozy Powell: batterie
- Denny Carmassi: batterie
- Kurt shore: claviers
- John Webster: claviers
- Jay Levin: pedal steel
- Paulinho da Costa: percussions

## Charts et certifications
| Pays        | Durée du classement | Meilleur classement |
| ----------- | ------------------- | ------------------- |
| Allemagne   | 12 semaines         | 24e                 |
| Australie   | 3 semaines          | 32e                 |
| Canada      | 11 semaines         | 24e                 |
| États-Unis  | -                   | 10e                 |
| Norvège     | 6 semaines          | 13e                 |
| Royaume-Uni | 6 semaines          | 30e                 |
| Suède       | 1 semaine           | 38e                 |
| Suisse      | 10 semaines         | 7e                  |

| Pays       | Certification | Ventes      | Date       |
| ---------- | ------------- | ----------- | ---------- |
| Canada     | 2 × Platine   | 200 000 +   | 12/04/1991 |
| États-Unis | 3 × Platine   | 3 000 000 + | 23/01/1997 |
| Suisse     | Or            | 25 000 +    | 1991       |

### Charts singles
| Date        | Single                  | Chart                  | Durée du classement | Position |
| ----------- | ----------------------- | ---------------------- | ------------------- | -------- |
| 1988 - 1989 | Gypsy Road              | Hot 100                | 7 semaines          | 51e      |
| 1988 - 1989 | Gypsy Road              | Mainstream Rock Tracks | 9 semaines          | 20e      |
| 1988 - 1989 | Gypsy Road              | RPM Top Singles        | 3 semaines          | 89e      |
| 1988 - 1989 | Gypsy Road              | UK Singles Chart       | 2 semaines          | 54e      |
| 1988 - 1989 | Don't Know What You Got | Hot 100                | 22 semaines         | 12e      |
| 1988 - 1989 | Don't Know What You Got | Mainstream Rock Tracks | 12 semaines         | 10e      |
| 1988 - 1989 | Don't Know What You Got | RPM Top Singles        | 5 semaines          | 68e      |
| 1988 - 1989 | Don't Know What You Got | UK Singles Chart       | 2 semaines          | 54e      |
| 1988 - 1989 | Coming Home             | Hot 100                | 17 semaines         | 20e      |
| 1988 - 1989 | Coming Home             | Mainstream Rock Tracks | 13 semaines         | 13e      |
| 1988 - 1989 | The Last Mile           | Hot 100                | 10 semaines         | 36e      |
| 1988 - 1989 | The Last Mile           | Mainstream Rock Tracks | 8 semaines          | 18e      |